# 赵五一
赵五一（1951年5月—），中华人民共和国政治人物、外交官。
2006年，接替张拓，担任中华人民共和国驻玻利维亚大使。2009年，接替高正月，担任中华人民共和国驻秘鲁大使。2011年，由黄敏慧接任。

## 荣誉

### 外国勋章奖章
- 秘鲁太阳大十字勋章（秘鲁，2011年10月28日于利马颁发[3]）